# Tatsunori Sakurai
Tatsunori Sakurai (japanisch 櫻井 辰徳 Sakurai Tatsunori; * 26. Juli 2002 in Iruma, Präfektur Saitama) ist ein japanischer Fußballspieler.

## Karriere
Tatsunori Sakurai erlernte das Fußballspielen in den Jugendmannschaften von Ogose Shonen Soccer und dem Higashimatsuyama Pelenia FC sowie der Schulmannschaft der Maebashi Ikuei High School. Von der Schulmannschaft wurde er vom 2. Oktober 2020 bis Saisonende an den Erstligisten Vissel Kōbe ausgeliehen. Hier kam er jedoch in der ersten Liga nicht zum Einsatz. Nach der Ausleihe wurde er von dem Verein aus Kōbe fest unter Vertrag genommen. Sein Erstligadebüt gab Tatsunori Sakurai am 24. September 2021 (30. Spieltag) im Auswärtsspiel gegen Shimizu S-Pulse. Hier wurde er in der 77. Minute für den Spanier Sergi Samper eingewechselt. Vissel gewann das Spiel 2:0. In der Saison 2021 spielte er zweimal in der ersten Liga. Am 1. Februar 2022 wechselte er auf Leihbasis nach Tokushima zum Erstligaabsteiger Tokushima Vortis. Für den Verein bestritt er 44 Ligaspiele. Nach zwei Spielzeiten kehrte er Ende Januar 2024 zu Vissel zurück. Im Juli 2024 wurde er bis Saisonende 2024 an den Zweitligisten Mito Hollyhock verliehen. Für den Verein aus Mito bestritt er 16 Zweitligaspiele. Der Erstligaabsteiger Sagan Tosu lieh ihn zu Beginn der Saison 2025 aus.